# Tamdue
Tamdue (Columba livia f. domestica) stammer fra klippeduen og er den ældst kendte tamfugl. På mere end 5.000 år gamle mesopotamiske kileskrifter samt på egyptiske papyrusruller finder man beskrivelser af tamduer, og forskning påviser, at man tæmmede duer så langt tilbage som for omkring 10.000 år siden.
Byduen er artmæssigt samme fugl som tamduen, og mange byduer er eller stammer fra fugle, der er sluppet løs fra fangenskab. Som oftest vil tamduer kunne skelnes fra byduer ved at have ringmærker på benene.
Tamduer har været anvendt til flere formål i historien. Særlig kendt er nok brevduer, der er blevet brugt til at sende meddelelser over længere afstande, hvilket i for eksempel krigstider har været nyttigt. I nutiden anvendes brevduer først og fremmest til sport.
Andre anvendelser af tamduerne har været i madlavning. Det er især de unge fugle, der udvikler en betragtelig størrelse brystparti, som bruges til det formål. Der er fremavlet flere specielle varianter af tamduen, hvor brystet er ekstra stort, og som derfor bruges til madlavning. Generelt gælder der at de helt store køddueracer ikke får så mange unger som de mellemstore eller små. Derfor har man forsøgt at fremavle kødduer som både gav godt og meget kød men samtidig fik mange unger for at øge produktionen.
Endelig anvendes tamduer til udstillingsformål, hvor man især vægter fuglenes udseende, og dette har også ført til målrettet avlsarbejde.